# Lista do Patrimônio Mundial na Mongólia
A Organização das Nações Unidas para a Educação, a Ciência e a Cultura (UNESCO) propôs um plano de proteção aos bens culturais do mundo, através do Comité sobre a Proteção do Património Mundial Cultural e Natural, aprovado em 1972. Esta é uma lista do Patrimônio Mundial existente na Mongólia, especificamente classificada pela UNESCO e elaborada de acordo com dez principais critérios cujos pontos são julgados por especialistas na área. A Mongólia, país que ocupa um território entre grandes nações históricas do Extremo Oriente e que conta com relevante legado cultural e artístico, ratificou a convenção em 2 de fevereiro de 1990, tornando seus locais históricos elegíveis para inclusão na lista.
O sítio Bacia do Uvs Nuur - que constitui um sítio transfronteiriço compartilhado com a Rússia - foi o primeiro local da Mongólia incluído na lista do Patrimônio Mundial da UNESCO por ocasião da 27ª Sessão do Comitè do Património Mundial, realizada em Paris (França) em 2003. Desde a mais recente adesão à lista, a Mongólia totaliza 6 sítios classificados como Patrimônio da Humanidade, sendo 4 deles de classificação Cultural e os 2 restante de classificação Natural. 

## Bens culturais e naturais
A Mongólia conta atualmente com os seguintes lugares declarados como Patrimônio da Humanidade pela UNESCO:
| | Bacia do Uvs Nuur |
| Bem natural inscrito em 2003. |                   |
| Este bem é compartilhado com: Rússia. |                   |
| Localização: Uvs |                   |
| Esta bacia cercada de mais de 1 milhão de hectares na mais setentrional da Ásia Central e recebe seu nome do grande Lago de Uvs Nuur. Pouco profundo e muito salgado, este lago desempenha um papel muito importante na vida das aves migratórias, tanto fluviais e lacustres quanto marinhas. O sítio está dividido em doze zonas protegidas e possui uma ampla gama de ecossistemas representativas dos principais biomas da Eurásia Oriental. O ecossistema estepário abriga uma grande variedade de aves e nas zonas desérticas vivem cervos, esquilos e uma espécie de furão pintado. As zonas montanhosas servem de refúgio a uma espécie em risco de extinção, o leopardo das neves, bem como a ovelhas montesas (argalis) e cabras asiáticas. (UNESCO/BPI) |                   |

| | Paisagem Cultural do Vale de Orkhon |
| Bem cultural inscrito em 2004. |                                     |
| Localização: Orkhon |                                     |
| Esta paisagem cultural de 121.967 hectares compõem as vastas pradarias situadas em ambos os lados do rio Orkhon, onde há numerosos vestígios arqueológicos que datam do século VI. O sítio compreende também a cidade de Karakorum, que durante os séculos XIII e XIV foi a capital do vasto Império Mongol criado por Gengis Khan. Estes vestígios são um expoente dos vínculos simbióticos entre as sociedades de pastores nômades e seus centros administrativos e religiosos, assim como a importância que possui o Vale do Orkhon na história da Ásia Central. Hoje em dia, os pastores nômades da Mongólia seguem apascentando seus rebanhos nestas pradarias. (UNESCO/BPI) |                                     |

| | Conjuntos Petroglíficos do Altai Mongol |
| Bem cultural inscrito em 2011. |                                         |
| Localização: Bayan-Ölgiy |                                         |
| Este sítio compreende três zonas onde foram encontrados numerosos petroglifos e monumentos funerários, que são um expoente da evolução da cultural mongol ao longo de doze milênios. As representações mais antigas (11.000 - 6.000 a.C.) refletem a época em que o sítio estava em parte coberto por florestas e em que os vales ofereciam um habitat propício aos caçadores de grandes presas. As representações posteriores datam da época em que a paisagem das Altai havia tomado sua forma atual de estepe montnahosa e em que o pastoreio havia convertido no modo de vida predominante. As representações mais recentes mostram a transição ao nomadismo equestre que se produziu nos primórdios do primeiro milênio antes da nossa era, bem como o período escita e o período túrquico ulterior (séculos VII e VIII). Estes petroglifos constituem uma abordagem valiosa ao conhecimento das comunidades pré-históricas da Ásia Setentrional. (UNESCO/BPI) |                                         |

| | Grande Montanha Burkhan Khaldun e sua paisagem sagrada |
| Bem cultural inscrito em 2015. |                                                        |
| Localização: Hentiy |                                                        |
| O sítio se situa no noroeste do país, na parte central da cordilheira Khentii onde a vasta estepe centro-asiática se encontra com os bosques de coníferas de taiga siberiana. Burkhan Khaldun está associada à devoção das montanhas sagradas, rios e ovoos (montes rochosos xamânicos), nos quais as cerimônias foram formadas através da fusão de práticas budistas e xamânicas antigas. Também se acredita que o sítio foi o lugar de nascimento e sepultamento de Genghis Khan. Testemunha seu esforço de estabelecer devoções às montanhas como uma parte importante da unificação dos mongóis. (UNESCO/BPI) |                                                        |

| | Paisagens de Dauria |
| Bem natural inscrito em 2017. |                     |
| Este bem é compartilhado com: Rússia. |                     |
| Localização: Zavkhan |                     |
| Compartilhado entre Mongólia e a Federação Russa, este sítio é um magnífico exemplo da ecorregião da Estepe da Dauria, que se estende desde o leste da Mongólia, Sibéria e ao noroeste da China. As mudanças climáticas cíclicas, que distinguem entre períodos secos e úmidos, criam uma ampla diversidade de espécies e ecossistemas de importância globa. Os diferentes tipos de estepe representados, como pradarias e florestas, assim como lagos e pântanos servem como habitats para espécies raras de fauna, como os grous e a avutarda, bem como milhões de aves migratórias vulneráveis e ameaçadas. É, além disso, um sítio crítico na rota de migração da gazela mongol. (UNESCO/BPI) |                     |

| Pedras-de-veado em Mörön, Mongólia. | Monumentos de Pedras-de-veado e sítios da Idade do Bronze relacionados |
| Pedras-de-veado em Mörön, Mongólia. | Bem cultural inscrito em 2023. |
| Pedras-de-veado em Mörön, Mongólia. | Localização: Arkhangay |
| Pedras-de-veado em Mörön, Mongólia. | Situadas nas encostas da cordilheira de Khangai, na Mongólia Central, estas pedras-de-veado eram utilizadas para práticas cerimoniais e funerárias. Datam de entre os anos 1.200 e 600 a.C., medem até quatro metros de altura e se posicionam diretamente sobre o solo, isoladas ou em grupos, quase sempre em complexos que incluem grandes túmulos funerários chamados de khirgisüürs e altares de sacrifícios. Revestidas de gravuras de cervos muito estilizadas ou representativas, as pedras-de-veado são as estruturas mais importantes que se conservam da cultura dos nômades da Idade do Bronze euroasiática, que evoluiu e logo desapareceu lentamente entre os milênios II e I a. C. (UNESCO/BPI) |

## Lista Indicativa
Em adição aos sítios inscritos na Lista do Patrimônio Mundial, os Estados-membros podem manter uma lista de sítios que pretendam nomear para a Lista de Patrimônio Mundial, sendo somente aceitas as candidaturas de locais que já constarem desta lista. Desde 2023, a Mongólia possui 11 locais na sua Lista Indicativa.
| Sítio | Imagem               | Localização | Ano  | Dados UNESCO | Descrição |
| ----- | -------------------- | ----------- | ---- | ------------ | --------- |
| [[]]  | [[Ficheiro:\|150px]] | [[]]        | [[]] |              |           |